# 佐織迅
佐織 迅（さおり じん、1995年3月9日 - ）は、日本の俳優。キャストコーポレーション所属。静岡県出身。

## 人物
- 特技は殺陣、着付け[1]。美容師免許を所得している[1]。
- 趣味は映画鑑賞、写真撮影、ゲーム、釣り[1]。
- モデル、俳優になる前は表参道で美容師をしていた[1]。

## 出演

### 映画
- 「HIGH&LOW THE WORST X」（2022年9月9日、松竹・平沼紀久監督作品）
- 「東京リベンジャーズ」（ワーナー・ブラザース・英勉監督作品）
- 東京リベンジャーズ2 血のハロウィン編 -運命-（2023年4月21日公開）
- 東京リベンジャーズ2 血のハロウィン編 -決戰- （2023年6月30日公開）
- 「逃走中 THE MOVIE:TOKYO MISSION」（2024年7月19日公開、東映・西浦正記監督作品） - ハンター 役
- 「夢に生きる」（2025年3月28日公開、石田祐規監督作品） - ダイスケ 役[2]

### 配信
- 「次元大介」（2023年10月13日Amazon Prime Video・橋本一監督作品）
- 「東京彼女」12月号『いただき女子編』第1話 - 4話（2024年12月 YouTube）

### テレビドラマ
- 私の正しいお兄ちゃん 第3話・第4話（2022年1月24日 - 31日、FOD・フジテレビ）
- 相棒21 第12話（2023年1月11日、テレビ朝日）
- 今野敏サスペンス 機捜235×強行犯係 樋口顕 第5話（2023年2月24日、テレビ東京） - 林田健弥 役
- おかしな刑事最終回！大千秋楽スペシャル（2024年1月6日、テレビ朝日） - 柴崎知輝 役
- おいち不思議がたり 第7話・最終回 （2024年10月13日 - 20日、NHK BS・NHK BSプレミアム4K） - 杉野小十郎の兄 役
- 家政夫のミタゾノ S7 第2話（2025年1月21日、テレビ朝日） - 父親 役[3]
- 法廷のドラゴン 第4話（2025年2月7日、テレビ東京） - 取り立て屋 役

### 舞台
- 「RE:VOLVER」（2018年10月18日 - 22日、東京・シアター1010 / 10月27日 - 28日、大阪・サンケイホールブリーゼ） - アンサンブル

- 舞台「どろろ」（2019年3月2日 - 3日、梅田芸術劇場 / 3月7日 - 17日、サンシャイン劇場 / 3月20日、ももちパレス / 3月23日、三重県文化会館大ホール） - アンサンブル

- 「西遊記〜千変万化〜」（2019年4月25日 - 5月5日、俳優座劇場）

- ミュージカル「アルスラーン戦記」（2019年9月5日 - 8日、シアター1010 / 9月11日 - 16日、COOL JAPAN PARK OSAKATTホール）

- 劇団CATMINT #16「朧にかすむ月」（2020年3月5日 - 9日、シアターモリエール） - 榊健吾 役

- あおざくら 防衛大学校物語（2020年4月9日 - 13日、三越劇場 / 4月17日 - 19日、COOL JAPAN PARK OSAKA WWホール） ※全公演中止[注 1]

- 舞台「ROAD59 -新時代任侠特区-」（2020年12月24日 - 27日、なかのZERO 大ホール）

- 2.5次元ダンスライブ「S.Q.S」Episode 6「キソセカイステージ：zwei『アカイホノオ』」（2021年3月25日 - 31日、ヒューリックホール東京 ） - ヤクモ 役

- 舞台「プレイタの傷」（2021年11月12日 - 14日、京都劇場 / 11月18日 - 21日、ヒューリックホール東京） - 三門バンリ 役[4][5]

- 舞台「ブルーロック」（2023年5月4日 - 7日[6]、サンケイホールブリーゼ / 5月11日 - 14日[7]、サンシャイン劇場 ） - 久遠渉 役

- 劇団CATMINT #19「ネリネの咲く頃」（2023年10月25日 - 29日、シアターグリーン BASETHEATER） - 大輝 役

- ティーファクトリー「路上7 インパーフェクト・デイズ」（2024年8月6日 - 12日、SPACE 雑遊）[8] - 保州人 役
- ティーファクトリー「不思議の国のマーヤ」（2025年2月15日 - 24日、吉祥寺シアター） - インドラ 役
- 劇団暴創族 第17回公演「アウトサイド物語」（2025年4月23日 - 27日、萬劇場）

### ミュージックビデオ
- ロザリーナ 「Life Road」（2021年）

### 雑誌
- street Jack（2017年 - 、KKベストセラーズ）